# Władysław Suszyński
Władysław Suszyński (ur. 22 stycznia 1898 w Janowie, zm. 27 października 1968 w Białymstoku) – polski duchowny rzymskokatolicki, biskup pomocniczy w Białymstoku w latach 1948–1968, administrator apostolski w Białymstoku w 1968.

## Życiorys
Urodził się w 1898 w Janowie, w powiecie sokólskim, w rodzinie chłopskiej. Kształcił się kolejno w: Janowie, Sokółce i Grodnie. W 1916 wstąpił do seminarium duchownego w Wilnie, które ukończył w 1921, otrzymując święcenia kapłańskie z rąk biskupa Jerzego Matulewicza.
Kontynuował następnie studia specjalistyczne w Lublinie i Paryżu. Był wikariuszem w parafii Jazno i profesorem seminarium duchownego w Wilnie. W czasie okupacji hitlerowskiej był więziony w latach 1942–1943. Po zakończeniu II wojny światowej organizował przeniesienie seminarium duchownego z Wilna do Białegostoku.
19 stycznia 1948 został mianowany biskupem pomocniczym w Białymstoku ze stolicą tytularną Tabbora. Sakrę biskupią przyjął 9 maja 1948 w prokatedrze Wniebowzięcia Najświętszej Maryi Panny w Białymstoku. Konsekrował go kardynał August Hlond, arcybiskup metropolita gnieźnieński i warszawski, w asyście Romualda Jałbrzykowskiego, arcybiskupa metropolity wileńskiego, i Stanisława Kostki Łukomskiego, biskupa diecezjalnego łomżyńskiego. Jako dewizę biskupią przyjął słowa „In nomine Domini” (W Imię Pańskie). Pełnił funkcję rektora seminarium w latach 1946-1968, wikariusza generalnego i kapitulnego archidiecezji w 1955 i 1968. 6 lipca 1968 został mianowany administratorem apostolskim polskiej części archidiecezji wileńskiej z siedzibą w Białymstoku. Rządził jednak krótko, niespełna kilka miesięcy. Uczestniczył w jubileuszu 50-lecia Katolickiego Uniwersytetu Lubelskiego, gdzie przeziębił się, i będąc chorym, wziął udział w sesji Episkopatu Polski w Warszawie. Zmarł 7 dni później i został pochowany w grobowcu przy starym kościele farnym znajdującym się obok prokatedry białostockiej.